# Tuberculosis miliar
La tuberculosis miliar o tuberculosis diseminada es una forma de tuberculosis caracterizada por una diseminación amplia al resto del cuerpo de pequeñas lesiones granulomatosas de aproximadamente 1-5 milímetros. Su nombre viene por razón de su apariencia en la radiografía a las semillas de mijo. La tuberculosis miliar puede afectar un gran número de órganos, incluyendo el hígado y el bazo. Es una complicación de entre 1-3 % de los casos de tuberculosis.

## Etiología
La tuberculosis miliar es una forma de infección tuberculosa en la que, desde un foco pulmonar primario, la infección alcanza la vena pulmonar. Una vez que la bacteria llega a la cavidad izquierda del corazón y entra en la circulación sistémica, puede provocar la siembra en diversos órganos, tales como el hígado y el bazo. Alternativamente, la bacteria puede entrar en los nódulos linfáticos, desde donde drenará a la circulación venosa sistémica y llegará a la porción derecha del corazón. Desde el lado derecho del corazón, la bacteria puede resembrar incluso los mismos pulmones, causando la apariencia de semillas de mijo.
Son lesiones microscópicas o focos pequeños de 2 mm blanco-amarillentos que están diseminados por el parénquima pulmonar. Pueden expandirse y coalescer hasta formar una consolidación incluso de lóbulos completos. 
Puede haber derrames pleurales, empiema tuberculoso o pleuritis fibrosa obliterante.

## Signos y síntomas
Los pacientes con tuberculosis miliar presentan generalmente signos inespecíficos como fiebre, tos y linfoadenopatías. También puede presentarse con visceromegalia, hepatomegalia (40 % de los casos) y esplenomegalia (15 %), mientras que la pancreatitis es mucho más infrecuente (<5 %). En algunos casos se puede llegar a falla multiorgánica con crisis suprarrenal. El riesgo de contraer la enfermedad está relacionado con el contacto directo con pacientes infectados, vivir en condiciones poco higiénicas y dieta poco saludable. La gente de Estados Unidos que tienen mayor riesgo de contraer la enfermedad son los vagabundos y los pacientes inmunocomprometidos con VIH.